# Haplochromis martini
Haplochromis martini е вид лъчеперка от семейство Цихлиди (Cichlidae). Видът е критично застрашен от изчезване.
Намира се на езерото Виктория в Източна Африка.